# Valor substancial
El valor substancial d'una empresa és el valor de reposició actualitzat de tots els béns de l'empresa, descomptant-ne els deutes amb terceres persones. Per a calcular el valor substancial brut s'agafa la totalitat de l'actiu net, mentre que per a calcular el valor substancial net s'agafen els fons propis (capital social i reserves). Es tracta d'un concepte econòmic fonamental per a calcular el fons de comerç.
Valor substancial = Actiu - Recursos aliens